# Boško Simonović
Boško Simonović (v srbské cyrilici: Бoшкo Cимoнoвић; 12. února 1898 – 5. srpna 1965) byl fotbalový trenér, brankář, rozhodčí a funkcionář. Jeho nejvýznamnějším počinem bylo trénování národního týmu Království Jugoslávie na prvním mistrovství světa v roce 1930 v Uruguayi.
Ačkoli byl povoláním architekt, Simonović nikdy nepracoval v profesi, pro kterou byl vyškolen, místo toho zasvětil celý svůj život sportu – zejména fotbalu.
Fotbal hrál jako brankář v SK Srpski mač a později v BSK Bělehrad. Po skončení hráčské kariéry se stal fotbalovým rozhodčím a byl prvním Srbem, který pískal mezinárodní zápas v roce 1923 v Bukurešti. Kariéru rozhodčího ukončil po zlomenině nohy při nehodě na saních.